# Odlewanie próżniowe szkieł metalicznych

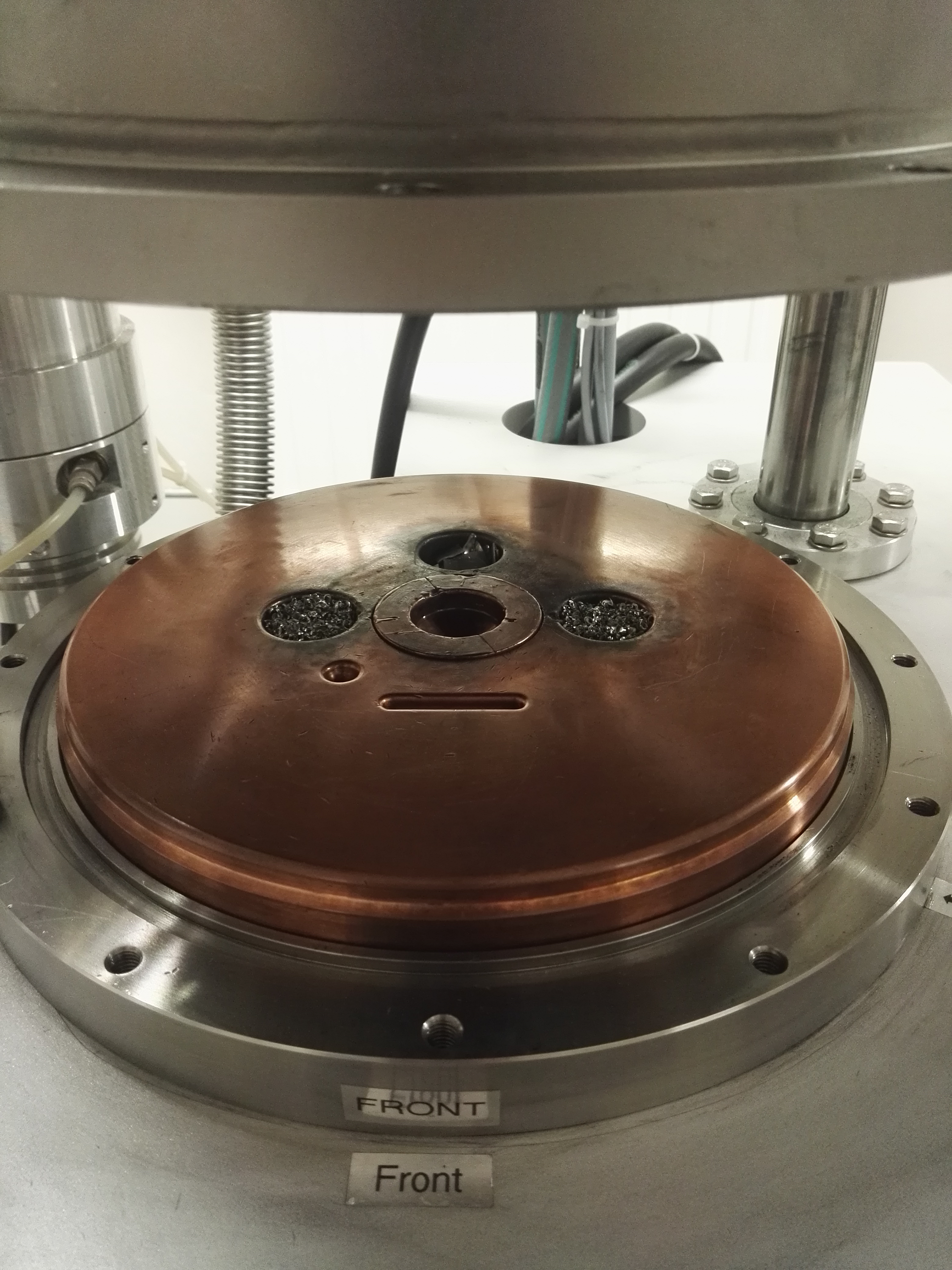
Płyta urządzenia do odlewania próżniowego. Widoczne trzy zagłębienia do topienia łukiem elektrycznym i centralne wejście do formy odlewniczej.

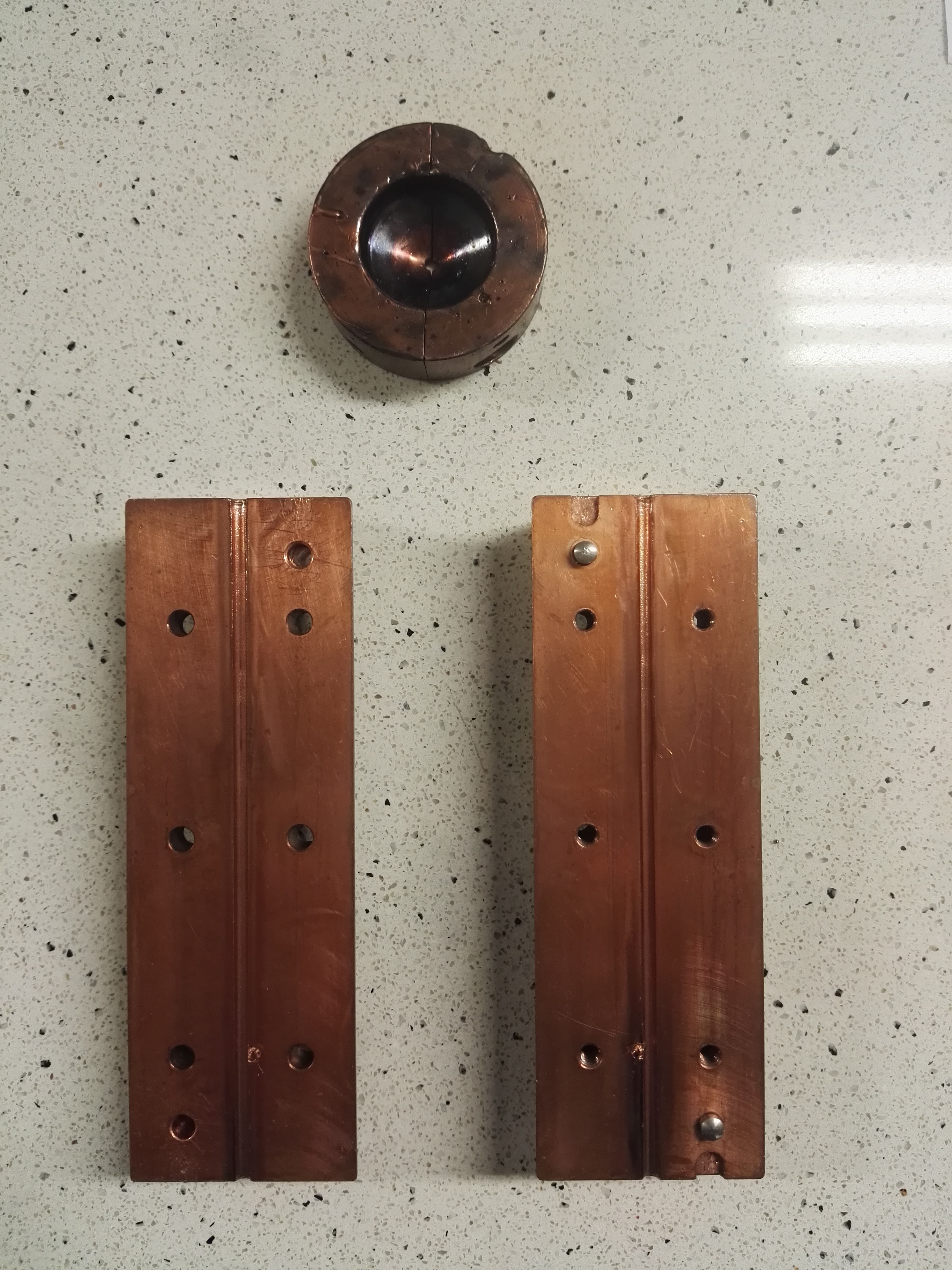
Miedziana forma do wytwarzania prętów ze stopów amorficznych poprzez odlewanie próżniowe (ang. suction casting)

Odlewanie próżniowe szkieł metalicznych (ang. suction casting) - jedna z laboratoryjnych metod wytwarzania szkieł metalicznych pozwalająca na bardzo szybkie chłodzenie stopów metali w celu uzyskania struktury amorficznej w metalicznym ciele stałym. Należy do grupy metod witryfikacji ze stanu ciekłego. Wykorzystuje połączenie topienia łukiem elektrycznym pod osłoną argonu i zasysania próżniowego do miedzianej formy chłodzonej wodą, która zapewnia szybkie odprowadzanie ciepła. 

## Konstrukcja urządzenia
Urządzenie do opisywanej metody najczęściej składa się z komory próżniowej pełniącej funkcję pieca próżniowego, płyty miedzianej z zagłębieniami do topienia składników, zbiorników próżniowych, instalacji do przepłukiwania gazem obojętnym oraz gniazda na formę odlewniczą. W centralnej części miedzianej płyty znajduje się otwór dopasowany do cylindrycznej formy odlewniczej. Forma składa się z dwóch dwudzielnych, skręcanych śrubami, części – dolnej masywnej z kanałem odlewniczym przez środek oraz górnej w kształcie leja, zapewniającej odpowiednie płynięcie materiału.
Kluczowe komponenty podlegające nagrzewaniu podczas topienia składników chłodzone są cieczą za pomocą płaszczy wodnych. Do topienia składników wykorzystuje się łuk zajarzony między wolframową elektrodą na manipulatorze, a miedzianą płytą bazową urządzenia. Urządzenie wyposażone jest również w manipulator pozwalający na operacje na próbkach bez rozhermetyzowywania komory. Układ próżniowy składa się zazwyczaj z pompy dyfuzyjnej oraz turbomolekularnej pozwalającej na uzyskanie wyższej próżni.

## Przebieg procesu
Przebieg procesu odlewania próżniowego zaczyna się od umieszczenia stopu na wejściu formy odlewniczej. Następnie komora pieca jest opuszczana i zakładane są śruby dociskające kołnierz cylindra do podstawy uszczelniając połączenie. Uruchomiona zostaje pompa dyfuzyjna umożliwiająca uzyskanie wewnątrz wstępnej próżni. Po osiągnięciu zadanego poziomu następuje odcięcie układu próżniowego oraz przepłukanie komory pieca argonem. Operacja przeprowadzana jest kilkukrotnie, aby zminimalizować intensywność procesu utleniania podczas przetapiania próbek. W ostatnim przebiegu operacji do układu dołączana jest pompa turbomolekularna, a po uzyskaniu wysokiej próżni układ próżniowy zostaje odłączony, a komora ostatecznie napełniana jest argonem. W tak przygotowanej atmosferze można rozpocząć proces przetapiania, bez znacznego utleniania materiałów. 
Po włączeniu generatora łuk zajarzany jest między elektrodą, a płytą miedzianą poprzez ich zbliżenie i użycie jonizatora, generującego chwilowo gwałtowny wzrost napięcia. Po ustabilizowaniu parametrów łuku topi się próbkę.  
Wraz z odpompowywaniem powietrza z komory pieca, usuwane jest ono także ze zbiorników próżniowych. Po odłączeniu układu próżniowego od pieca w celu napełnienia go argonem, zbiorniki próżniowe nadal pozostają szczelne zachowując uzyskaną próżnię. Ich połączenie z komorą jest jednak możliwe przez kanał doprowadzony od spodu miedzianej płyty bazowej, w miejscu, gdzie kończy się gniazdo formy odlewniczej. Jest to realizowane za pomocą elektrozaworu nastawnego (lub zaworu pneumatycznego). Jego otwarcie powoduje połączenie komory pieca ze zbiornikami poprzez formę odlewniczą i zassanie roztopionej próbki do wnętrza formy.
W celu wytworzenia w materiale struktury amorficznej niezbędne jest jego gwałtowne schłodzenie z szybkością większą od krytycznej szybkości chłodzenia dla danego stopu, aby nie dopuścić do reorganizacji struktury do formy krystalicznej. Przez istniejącą różnicę ciśnień między komorą (ok. 5∙104 Pa argonu), a zbiornikami próżniowymi, argon z komory gwałtownie wstrzeliwuje roztopiony stop, znajdujący się na drodze między komorą a zbiornikami, do kanału formy, gdzie następuje jego szybkie ochłodzenie i krzepnięcie dzięki wysokiemu przewodnictwu cieplnemu miedzi (385 W/m∙K) i szybkiemu odebraniu przez nią ciepła ze stopu. Po tak przeprowadzonym procesie, należy rozhermetyzować i otworzyć główną komorę, wyjąć formę oraz rozłożyć ją w celu wyjęcia otrzymanego materiału w formie pręcika.
Procedurę podobną do opisanej można zastosować do przetapiania składników do postaci stopu wykorzystując gniazda boczne płyty miedzianej, a nie bezpośrednio wejście do formy.